# Marta Dąbrowska (muzyk)
Marta Dąbrowska (ur. 1 października 1946 w Szczecinie) – polska muzyk; dyrygentka, kompozytorka.

## Życiorys
Urodziła się w Szczecinie. Dzieciństwo spędziła w południowej części Polski. W Poroninie ukończyła szkołę podstawową. W wieku 7 lat rozpoczęła edukację muzyczną w Szkole Muzycznej w Zakopanem. W 1961 r. przyjechała do Kłodzka, gdzie ukończyła Liceum Pedagogiczne (1965) oraz kłodzką Szkołę Muzyczną. Po maturze w 1966 r. podjęła pracę w Ognisku Muzycznym, ucząc gry na fortepianie oraz w Szkole Muzycznej, gdzie prowadziła początkowo bibliotekę. Równocześnie kontynuowała naukę w systemie wieczorowym i zaocznym w Studium Nauczycielskim we Wrocławiu na Wydziale Wychowania Muzycznego, które ukończyła w 1967 r. oraz na Wydziale IV Państwowej Wyższej Szkoły Muzycznej (1972 roku).
W 1971 r. wyszła za mąż za Stanisława Dąbrowskiego. Razem zdecydowali się zamieszkać w Kłodzku. Pracowała nadal w Szkole Muzycznej jako nauczyciel gry na fortepianie i kształcenia słuchu z rytmiką. W latach 1988–2007 pełniła funkcję dyrektora tej placówki.
Prowadziła audycje muzyczne dla najmłodszych dzieci pn. Złota Pięciolinia zaprasza. W 1992 zainicjowała cykliczne koncert pn. Promocje młodych kłodzkich muzyków. Od 1999 r. organizuje Międzynarodowy Dzień Muzyki w Kłodzku. W latach 1998–1999 uzupełniła swoje wykształcenie kończąc w Kaliszu studia podyplomowe w zakresie menadżerskiego zarządzania placówką edukacyjną.

## Nagrody i odznaczenia
Za swoją pracę była wielokrotnie odznaczana, m.in.: Złotym Krzyżem Zasługi, Krzyżem Kawalerskim Polonia Restituta, Medalem za Zasługi dla miasta Kłodzka oraz licznymi dyplomami nadanymi przez Ministra Kultury i Sztuki za upowszechnianie kultury.